# Aire urbaine de Blaye
L'aire urbaine de Blaye est une aire urbaine française centrée sur la ville de Blaye dans le département de la Gironde, en France en Nouvelle-Aquitaine.

## Caractéristiques
D'après la définition qu'en donne l'INSEE, l'aire urbaine de Blaye est composée de 9 communes comme son unité urbaine, situées dans la Gironde.

## Communes
Voici la liste des communes de l'aire urbaine de Blaye.
| Nom                     | Code Insee | Statut | Superficie (km2) | Population (dernière pop. légale) | Densité (hab./km2) |
| ----------------------- | ---------- | ------ | ---------------- | --------------------------------- | ------------------ |
| Blaye                   | 33058      |        | 6,42             | 5 017 (2022)                      | 781                |
| Cars                    | 33100      |        | 11,1             | 1 219 (2022)                      | 110                |
| Cartelègue              | 33101      |        | 11,45            | 1 297 (2022)                      | 113                |
| Fours                   | 33172      |        | 4,64             | 265 (2022)                        | 57                 |
| Mazion                  | 33280      |        | 3,71             | 545 (2022)                        | 147                |
| Saint-Genès-de-Blaye    | 33405      |        | 7,41             | 495 (2022)                        | 67                 |
| Saint-Martin-Lacaussade | 33441      |        | 3,94             | 1 166 (2022)                      | 296                |
| Saint-Paul              | 33458      |        | 10,87            | 1 032 (2022)                      | 95                 |
| Saint-Seurin-de-Cursac  | 33477      |        | 2,36             | 773 (2022)                        | 328                |

## Évolution démographique
L'évolution démographique ci-dessous concerne l'aire urbaine de Blaye délimitée selon le périmètre de 2010.
| 1968  | 1975  | 1982   | 1990  | 1999   | 2009   | 2014   | 2017   | - |
| ----- | ----- | ------ | ----- | ------ | ------ | ------ | ------ | - |
| 8 689 | 8 561 | 10 162 | 9 748 | 10 275 | 11 054 | 11 216 | 11 421 | - |